# Liste der Biografien/Harz
Liste der Biografien |
Portal Biografien |
Personensuche
# |
A |
B |
C |
D |
E |
F |
G |
H |
I |
J |
K |
L |
M |
N |
O |
P |
Q |
R |
S |
T |
U |
V |
W |
X |
Y |
Z |
?
 
Ha |
Hd |
He |
Hi |
Hj |
Hk |
Hl |
Hm |
Hn |
Ho |
Hr |
Hs |
Ht |
Hu |
Hv |
Hw |
Hy
 
Haa |
Hab |
Hac |
Had |
Hae–Haf |
Hag |
Hah |
Hai |
Haj |
Hak |
Hal |
Ham |
Han |
Hao |
Hap |
Haq |
Har |
Has |
Hat |
Hau |
Hav |
Haw |
Hax |
Hay |
Haz
 
Hara |
Harb |
Harc |
Hard |
Hare |
Harf |
Harg |
Harh |
Hari |
Harj |
Hark |
Harl |
Harm |
Harn |
Haro |
Harp |
Harr |
Hars |
Hart |
Haru |
Harv |
Harw |
Harx |
Hary |
Harz
Die Liste der Biografien führt alle Personen auf, die in der deutschsprachigen Wikipedia einen Artikel haben. Dieses ist eine Teilliste mit 31 Einträgen von Personen, deren Namen mit den Buchstaben „Harz“ beginnt.

## Harz
- Harz, Astrid, österreichische Diplomatin
- Harz, Carl (1860–1943), deutscher Schiffsmakler und Schriftsteller
- Harz, Carl Otto (1842–1906), deutscher Botaniker
- Harz, Erwin (1934–2017), deutscher Musikpädagoge und Kommunalpolitiker (SPD)
- Harz, Kurt (1915–1996), deutscher Entomologe
- Harz, Ludwig (1858–1930), Landrat des Kreises Soest (1890–1920)

### Harzb
- Harzbecker, Astrid (* 1965), deutsche Komponistin, Texterin und Sängerin volkstümlicher Musik

### Harze
- Harzen, Georg Ernst (1790–1863), Kaufmann, Kunsthändler, Auktionator und Mäzen
- Harzendorf, Christiane (* 1967), deutsche Ruderin
- Harzendorf, Fritz (1889–1964), deutscher Journalist und Autor
- Harzenetter, Markus (* 1965), deutscher Denkmalpfleger, Präsident des Landesamtes für Denkmalpflege Hessen
- Harzer, Eberhard (1887–1949), tschechischer Ordensgeistlicher, Abt des Klosters Osek
- Harzer, Jens (* 1972), deutscher SchauspielerJens Harzer (* 1972)

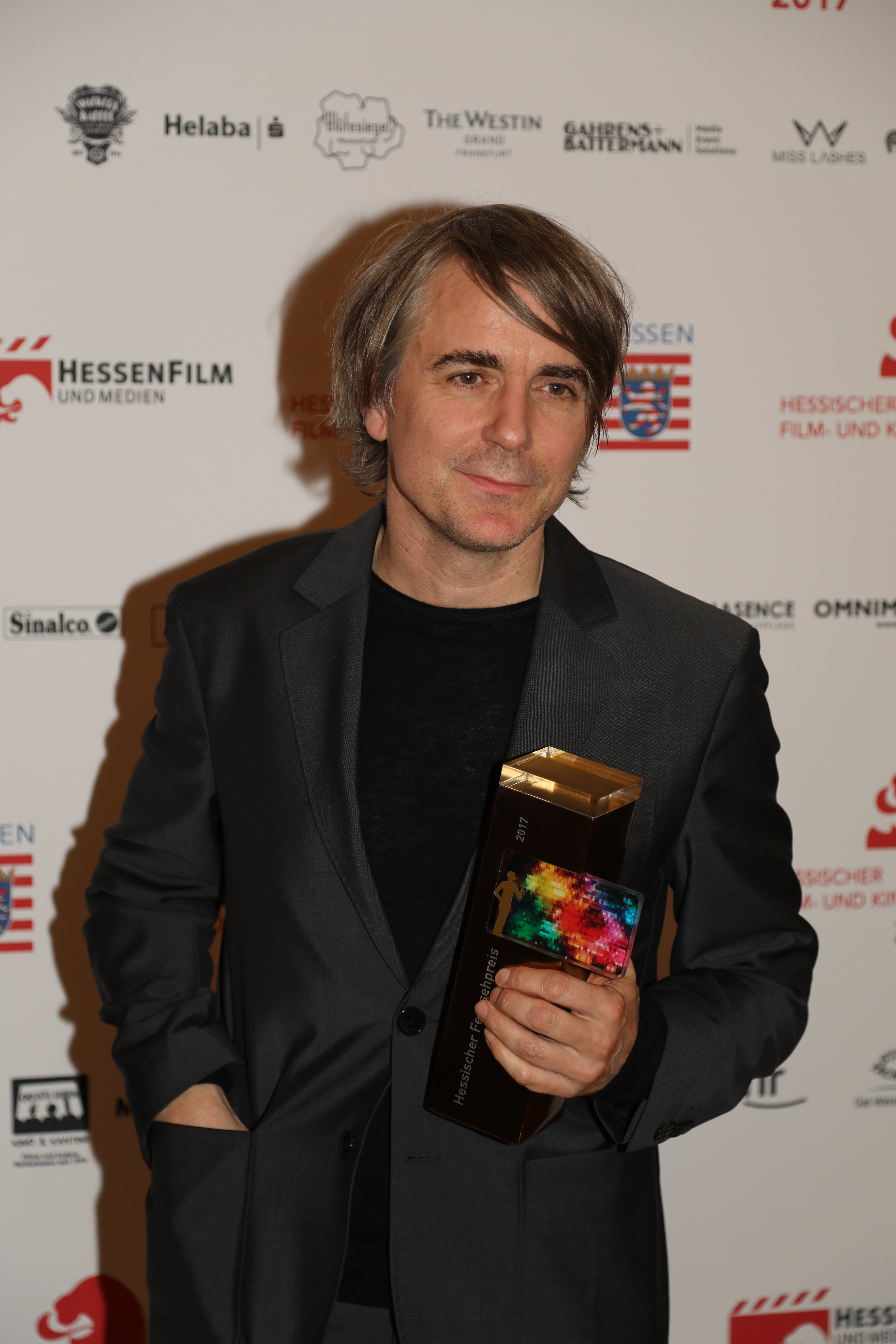
Jens Harzer (* 1972)

- Harzer, Paul (1857–1932), deutscher Astronom und Hochschullehrer
- Harzer, Regina (* 1958), deutsche Hochschullehrerin und Rechtswissenschaftlerin
- Harzer, Rudolf (1899–1959), deutscher Jurist und Präsident des Evangelisch-Lutherischen Landeskirchenamtes Sachsen
- Harzer, Steffen (* 1960), deutscher Politiker (Die Linke), MdLSteffen Harzer (* 1960)

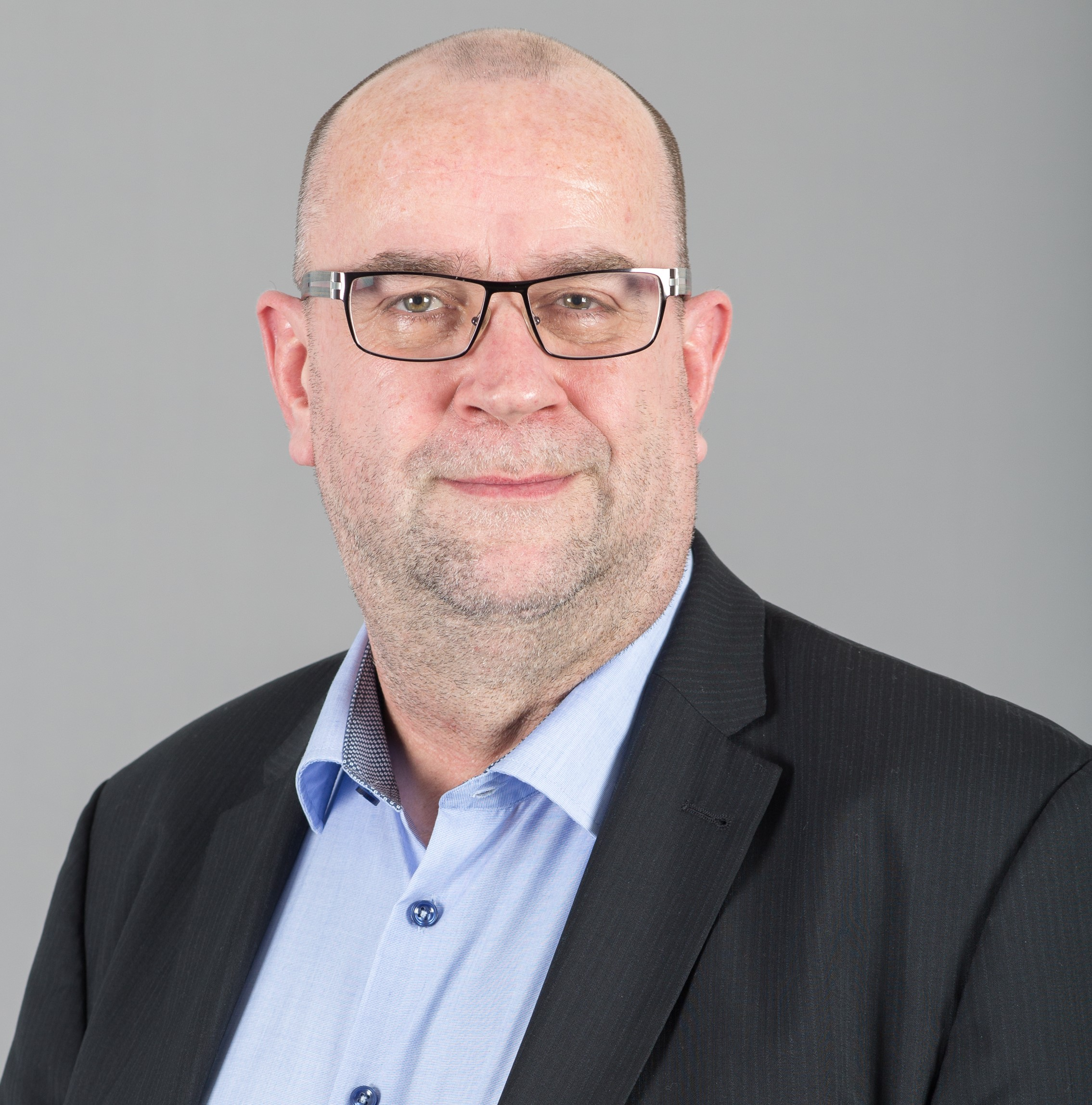
Steffen Harzer (* 1960)

- Harzer, Ulrike (* 1968), deutsche Politikerin (FDP), MdB
- Harzer, Walter (1912–1982), deutscher SS-Offizier und Ritterkreuzträger
- Harzer-Kux, Sandra (* 1972), deutsche Managerin

### Harzh
- Harzhauser, Mathias (* 1973), österreichischer Paläontologe
- Harzheim, Egbert (1932–2012), deutscher Mathematiker
- Harzheim, Peter (1902–1967), deutscher Schauspieler
- Harzheim, Willy (1904–1937), deutscher Arbeiterschriftsteller und Kommunist

### Harzi
- Harzi, Ali Awni al (1986–2015), tunesischer Islamist
- Harzig, Karl (1903–1970), deutscher Politiker (SPD), MdL
- Harzig, Patrick (* 1973), deutscher Schauspieler

### Harzm
- Harzmann, Ernst, deutscher LDPD-Funktionär

### Harzo
- Harzoune, Nailia (* 1990), französische Schauspielerin

### Harzs
- Härzschel, Kurt (1924–2010), deutscher Politiker (CDU), MdB, MdEP

### Harzu
- Harzula, Juri, ukrainischer Naturbahnrodler